# Királyhegyes
Királyhegyes es un pueblo húngaro perteneciente al distrito de Makó en el condado de Csongrád, con una población en 2012 de 662 habitantes.
Se conoce su existencia desde 1455, cuando se menciona con el nombre de Kyralyhegyesse. Segismundo de Luxemburgo otorgó las tierras del pueblo a Juan Hunyadi como recompensa por sus méritos militares. La localidad fue destruida y reconstruida en varias ocasiones durante las invasiones turcas. Se desarrolló notablemente a mediados del siglo XIX al asentarse aquí numerosos agricultores del tabaco. Casi todos los habitantes del pueblo son étnicamente magiares.
Se ubica unos 10 km al noreste de la capital distrital Makó, separado de la ciudad por la carretera M43 que une Szeged con Arad.